# Craig McLean
Craig McLean (Livingston, 25 de octubre de 1998) es un deportista británico que compite en natación. Ganó una medalla de bronce en el Campeonato Europeo de Natación de 2018, en la prueba de 4 × 200 m libre mixto.

## Palmarés internacional
| Campeonato Europeo | Campeonato Europeo    | Campeonato Europeo | Campeonato Europeo    |
| Año                | Lugar                 | Medalla            | Prueba                |
| ------------------ | --------------------- | ------------------ | --------------------- |
| 2018               | Glasgow (Reino Unido) | Medalla de bronce  | 4 × 200 m libre mixto |